# Gonzalo Palacios
Gonzalo Palacios (Buenos Aires, 4 de enero de 1963), conocido también como El Gonzo, es un músico, saxofonista y productor artístico argentino que integró los Redonditos de Ricota (1983-1984), Los Twist (1983-1984), Fricción (1985-1988) y se desempeñó como músico invitado de Soda Stereo (1984-1986), uno de los llamados «cuarto soda» (1984-1985 y 1990), Sumo, Celeste Carballo (1985) y Charly García (1986).

## Trayectoria
En 1984 fue invitado a actuar como saxofonista de Soda Stereo, tocando de manera continuada durante dos años con la banda, y luego volviendo a hacerlo en 1990. Es uno de los músicos considerados como «cuarto soda», por su importancia en la historia del grupo.
En 1985 se incorporó al grupo Fricción liderada por Richard Coleman. El grupo a su vez sirvió de apoyo a Charly García.

## Discografía

### Álbumes

#### Con Los Twist
- La dicha en movimiento (1983)
- Cachetazo al vicio (1984)

#### Andrés Calamaro
- Vida Cruel (1985)

#### Con Sumo
- Llegando los monos (1986)

#### Con Patricio rey y sus Redonditos de Ricota
- Gulp! (1985)
- Un baión para el ojo idiota (1988)
- ¡Bang! ¡Bang!!... Estás liquidado (1989)

#### Con Soda Stereo
- Soda Stereo (1984)
- Nada Personal (1985)

#### Con Memphis la Blusera
- Tonto rompecabezas (1988)
- Memphis "La Blusera" (1990)

#### Con Fricción
- Consumación o Consumo (1986)
- Para terminar (1988), con una famosa versión de "Héroes" de David Bowie.